# National Disaster Medical System

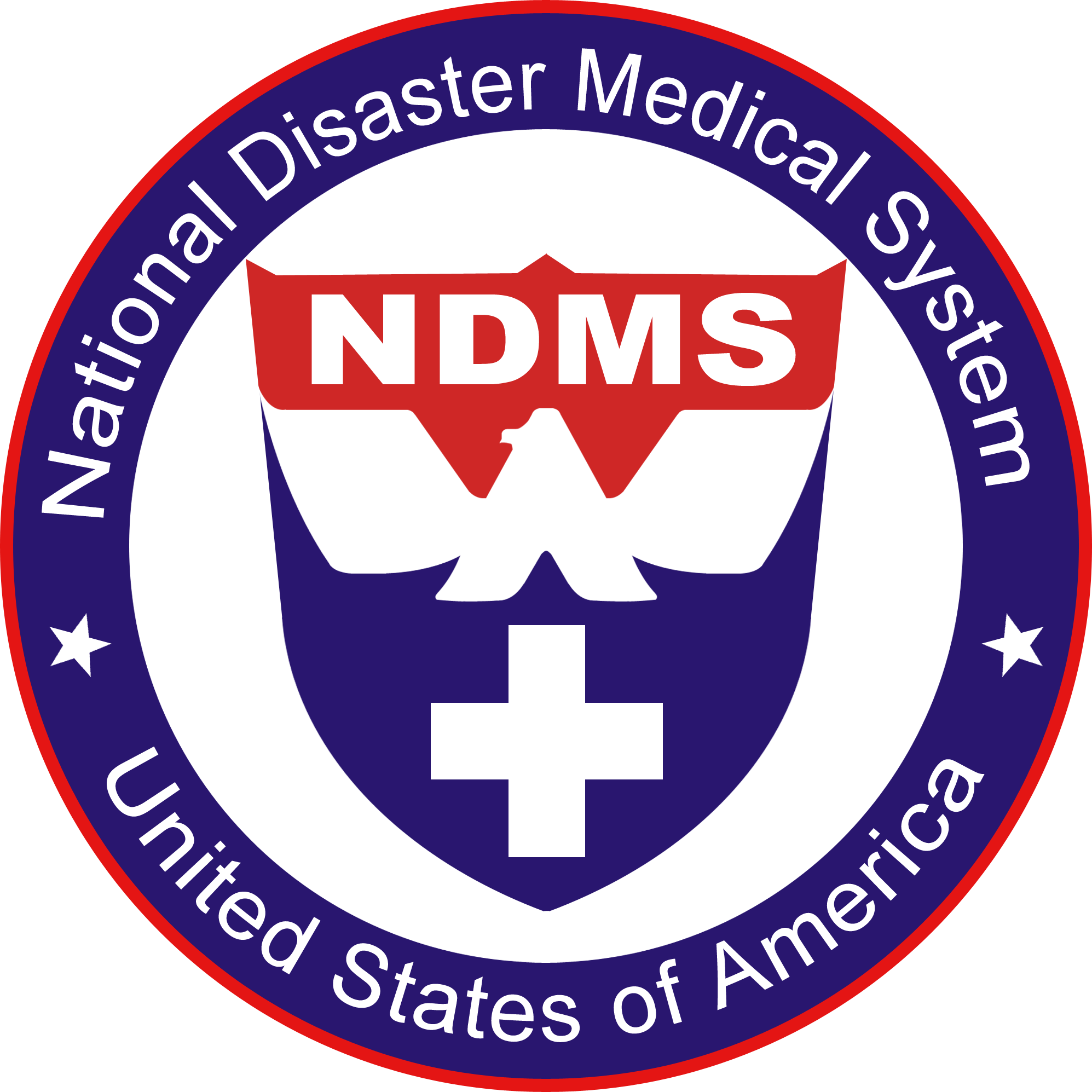
Logo des NDMS

Das National Disaster Medical System (NDMS) ist ein staatlich koordiniertes Gesundheitssystem und eine Partnerschaft der US-amerikanischen Ministerien für Gesundheit und soziale Angelegenheiten (HHS), Heimatschutz (DHS), Verteidigung (DOD) und Veteranenangelegenheiten (VA). Der Zweck des NDMS besteht darin, staatliche, lokale, Stammes- und Territorialbehörden nach Katastrophen und Notfällen zu unterstützen, indem Gesundheits- und medizinische Systeme sowie Reaktionsfähigkeiten zur Verfügung gestellt werden. Das NDMS unterstützt auch das Militär und die Gesundheitssysteme des Department of Veterans Affairs bei der Versorgung von Kampfopfern, falls die Anforderungen ihre Kapazitäten überschreiten.
Das Ministerium für Gesundheit und soziale Angelegenheiten und der stellvertretende Sekretär für Bereitschaft und Reaktion (ASPR) setzen das NDMS ein, um Patientenversorgung, Patientenbewegung und endgültige Versorgung, Veterinärdienste und Unterstützung beim Todesfallmanagement bereitzustellen, wenn dies von Behörden oder anderen Bundesabteilungen angefordert wird. Einige häufige Einsätze für das NDMS sind: Erweiterung eines Krankenhauses in einem Katastrophengebiet, um die überforderte Notaufnahme zu unterstützen; Bereitstellung von Veterinärdiensten während Sonderveranstaltungen, wie z. B. der Amtseinführung des Präsidenten und Unterstützung des National Transportation Safety Board und der betroffenen Orte mit Todesfallmanagementdiensten nach schweren Katastrophen. Obwohl das NDMS in erster Linie eine inländische Katastrophenhilfe ist, haben NDMS-Teams und -Personal auch international auf Katastrophen reagiert, beispielsweise im Iran und in Haiti nach verheerenden Erdbeben.